# Cerkiew Narodzenia Najświętszej Marii Panny w Lipsku
Cerkiew Narodzenia Najświętszej Marii Panny – nieistniejąca dziś cerkiew prawosławna w Lipsku w powiecie augustowskim. Powstała przed 1569 roku i została zburzona w ramach akcji rewindykacyjnej w II RP.

## Historia
Prawosławna cerkiew w Lipsku po raz pierwszy wzmiankowana była w 1569 roku. Po 1596 roku została przejęta przez unitów i pozostawała w ich rękach do 1875. Drewniana cerkiew była w opłakanym stanie. Z chwilą przyłączenia unitów do Rosyjskiego Kościoła Prawosławnego rozpoczęto starania o nową świątynię. 28 sierpnia 1880 roku została uroczyście poświęcona nowa murowana cerkiew.
Po I wojnie światowej w Lipsku mieszkała tylko niewielka liczba prawosławnych. W okresie międzywojennym władze państwowe cały dawny majątek cerkiewny rewindykowały, a obiekty sakralne zlikwidowały. Świątynię zburzono, a na jej miejscu w latach 1919–1922 usypano „Kopiec Wolności”.